# Lestrodus
Lestrodus is een geslacht van uitgestorven edestide vissen die leefden tijdens het Laat-Carboon. Het bevat de enige geldige soort Lestrodus newtoni, die bekend is van een enkele tandkrans uit de Millstone Grit van Engeland. Het werd oorspronkelijk benoemd als een soort van Edestus, maar wordt nu beschouwd als een apart geslacht op basis van morfologische verschillen.